# Мухоїд прибережний
Мухоїд прибережний (Tolmomyias viridiceps) — вид горобцеподібних птахів родини тиранових (Tyrannidae). Мешкає в Амазонії. Раніше вважався конспецифічним з жовтим мухоїдом, однак був визнаний окремим видом.

## Підвиди
Виділяють три підвиди:
- T. v. viridiceps (Sclater, PL & Salvin, 1873) — південно-східна Колумбія, схід Еквадору, північний схід Перу, захід Бразильської Амазонії;
- T. v. zimmeri Bond, J, 1947 — центральне Перу;
- T. v. subsimilis Carriker, 1935 — південний схід Перу, північно-західна Болівія і півдекнно-західна Бразилія.

## Поширення і екологія
Прибережні мухоїди мешкають в Колумбії, Еквадорі, Перу, Бразилії і Болівії. Вони живуть у вологих тропічних лісах. Зустрічаються на висоті до 1100 м над рівнем моря.